# Coryphophylax brevicaudus
Espèce
Coryphophylax brevicaudus est une espèce de sauriens de la famille des Agamidae.

## Répartition
Cette espèce est endémique des îles Andaman-et-Nicobar en Inde.

## Étymologie
Le nom spécifique brevicaudus vient du latin brevis, court, et de cauda, la queue, en référence à l'aspect de ce saurien.

## Publication originale
- Harikrishnan, Vasudevan, Chandramouli, Choudhury, Dutta & Das, 2012 : A new species of Coryphophylax Fitzinger in: Steindachner, 1867 (Sauria: Iguania: Agamidae) from the Andaman Islands, India. Zootaxa, no 3451, p. 31–45.